# Alexander Bachmann
Alexander Bachmann (19 de julio de 1994) es un deportista alemán que compite en taekwondo. Está casado con la practicante de taekwondo Rabia Güleç.
Ha ganado una medalla de oro en el Campeonato Mundial de Taekwondo de 2017 y una medalla de bronce en el Campeonato Europeo de Taekwondo de 2018, ambas en la categoría de –87 kg.

## Palmarés internacional
| Campeonato Mundial | Campeonato Mundial   | Campeonato Mundial | Campeonato Mundial |
| Año                | Lugar                | Medalla            | Categoría          |
| ------------------ | -------------------- | ------------------ | ------------------ |
| 2017               | Muju (Corea del Sur) | Medalla de oro     | –87 kg             |
| Campeonato Europeo |                      |                    |                    |
| Año                | Lugar                | Medalla            | Categoría          |
| 2018               | Kazán (Rusia)        | Medalla de bronce  | –87 kg             |